# Lac de Pormenaz
Der Lac de Pormenaz ist ein See im Gebiet der französischen Gemeinde Servoz in der Reserve Naturelle de Passy.
Er liegt am Nordhang der Aiguille Noire de Pormenaz auf einer Höhe von 1945 m. Der See hat eine Oberfläche von 4,5 Hektar (Länge 290 m, Breite 210 m, maximale Tiefe 9,5 m, Volumen 168 000 m³). Es gibt eine etwa 1500 m³ große unbewohnte Insel. Der See kann vom Dorf Servoz oder von der Refuge Moëde Anterne über einen Bergwanderweg erreicht werden.